# Notophthiracarus brachistos
Notophthiracarus brachistos är en kvalsterart som beskrevs av Wojciech Niedbała 2004. Notophthiracarus brachistos ingår i släktet Notophthiracarus och familjen Phthiracaridae. Inga underarter finns listade i Catalogue of Life.